# O'Brienklasse

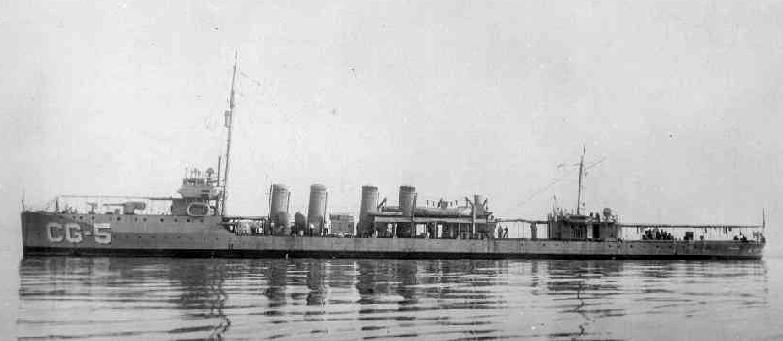
USS Ericsson bij de kustwacht (foto ca. 1925-1930)

De O'Brienklasse torpedobootjagers dienden in de Amerikaanse marine tijdens de Eerste Wereldoorlog. De klasse bestond in totaal uit zes schepen. Het waren de eerste torpedobootjagers met een waterverplaatsing van meer dan 1000 ton. 
Het ontwerp was een doorontwikkeling van de eerdere Cassinklasse en Aylwinklasse. Het belangrijkste verschil was een grotere torpedobuis, deze nam toe van 18 inch naar 21 inch (53,3 cm) voor de O’Brienklasse. De acht torpedobuizen waren verdeeld over twee lanceerinstallaties elk met vier buizen. Verder waren de jagers bewapend met vier kanonnen met een kaliber van 4 inch (102 mm).
Vier scheepswerven waren betrokken bij de bouw van de zes jagers. William Cramp and Sons bouwde er drie en Bath Iron Works, Fore River Shipyard en de New York Shipbuilding Company elk een. De kielen warden gelegd tussen september en november 1913 en de schepen kwamen in dienst bij de marine tussen juni 1914 en augustus 1915.
De schepen deden dienst op de Atlantische Oceaan en de Caribische Zee tot de Verenigde Staten op 6 april 1917 de oorlog aan Duitsland verklaarde. Alle zes werden naar Queenstown, Ierland, gestuurd en hebben daar konvooien begeleid. Ze hebben diverse bemanningsleden van schepen gered die door Duitse U-boten zijn getorpedeerd. De USS Nichelson heeft in  november 1917 geholpen bij de vernietiging van de U-58. In januari 1919 keerden de schepen terug naar de Verenigde Staten en werden in juni 1922 buiten dienst gesteld. 
Twee jagers, de USS Ericsson en USS McDougal, werden door de Amerikaanse kustwacht overgenomen en hielpen de smokkel van drank tegengaan vanwege het alcoholverbod. In 1932 en 1933 kwamen de twee  terug bij de marine. Medio 1936 zijn alle zes schepen verkocht aan slopers. 

## Schepen
- USS O'Brien (DD-51)
- USS Nicholson (DD-52)
- USS Winslow (DD-53)
- USS McDougal (DD-54)
- USS Cushing (DD-55)
- USS Ericsson (DD-56)